# 塚田恵梨花
塚田 恵梨花（つかだ えりか、1998年8月27日 - ）は、日本将棋連盟所属の女流棋士。塚田泰明九段は父であり師匠。高群佐知子女流四段は母。女流棋士番号は51。東京都杉並区出身。

## 棋歴

### 女流プロになるまで
塚田泰明・高群佐知子 夫妻の長女として出生。母から将棋のルールを教わったが、あまり真剣ではなかった。小学校4年で出場した大会で、同学年（1998年度生まれ）で後に女流棋士となる竹俣紅に負けたことが契機で、将棋に真剣に取り組むようになった。
2009年、小学5年で、小学生駒姫名人戦・初級者の部で優勝。翌年の2010年には、小学6年で、小学生駒姫名人戦で準優勝。
中学1年であった2011年11月25日に、関東研修会にD2で入会してプロを目指す。この年、アマ大会では、第2回YAMADAこども将棋大会・中学生の部で準優勝。
2年後の2013年7月、第7期マイナビ女子オープンのチャレンジマッチを勝ち抜き、一斉予選への出場権を獲得。8月の一斉予選では、初戦で中村桃子を破って対プロ公式戦初勝利を上げ、本戦に進出するが、10月17日に行われた本戦の1回戦で室谷由紀に敗れる。この年、アマ大会では、中学３年で、8月の第2回TOMASCUP小中学生将棋大会・Aクラスで3位、同月の第34回全国中学生選抜将棋選手権・女子の部で3位。
2014年4月13日、6連勝で研修会C1に昇級し、女流3級の資格を得る。この年、アマ大会では、高校1年で、7月の第38回全国高等学校総合文化祭「いばらき総文2014」将棋部門・女子個人の部で第5位。8月9日の第8期マイナビ女子オープンの一斉予選にはアマとして出場。前期の本戦入りの実績により、チャレンジマッチを免除されて一斉予選にシードされた。8月9日に行われた一斉予選の1回戦では、前期と同じく中村桃子に勝ち、決勝では中倉宏美に勝利し、2年連続での本戦入りを決めた。
同年9月に女流棋士への資格申請書を提出。本来は女流3級（女流棋士仮会員）としてスタートするところ、女流3級から女流2級への昇級規定『女流1級に相当する成績（マイナビ女子オープンで本戦入り）』をこの時点で満たしていたため、10月1日付で女流2級（正式な女流棋士）となることが決定した。
将棋界において、棋士または女流棋士で、両親がともに将棋のプロ棋士であるのは、塚田恵梨花が唯一の事例。

### 女流プロ入り後
2014年10月1日付で女流2級としてプロ入り。
2017年度、第7期女流王座戦で一次予選を勝ち抜き、6月23日の二次予選で長谷川優貴に勝って本戦出場を果たし、女流1級に昇級した。
2018年度にて、「年度指し分け以上（7勝以上）」を満たしたことにより、2019年4月1日付で女流初段に昇段。
2023年、第3期女流順位戦B級においてA級昇級を決め、同年5月8日付けで女流二段に昇段。その後、7月3日から同月末まで出産のために休場。

## 人物
居飛車党。
高校時代は陸上部。女流棋士として、日本将棋連盟（関東）のフットサル部に参加するなど、スポーツ面でも活動。
両親も棋士というプロフィールから「賢そう」「難しそう」などのイメージをもたれることが多いため、「普通の女の子だね」と言われることが嬉しいという。
2022年よりNHK杯テレビ将棋トーナメントの棋譜読み上げを務めている。
2023年1月6日、一般男性と入籍した。結婚後も活動名は塚田姓のまま行う。
2023年7月、自身のTwitterにて第一子の出産を報告。

## 昇段履歴
研修会
- 2011年12月25日 ： 関東研修会C2入会
- 2014年04月13日 ： 関東研修会C1に昇級（女流3級資格）

女流棋士
- 2014年10月01日 ： 女流2級（飛び付き昇級、マイナビ女子オープン本戦入り〈第7期〉 - 女流1級に該当） = プロ入り
- 2017年06月23日 ： 女流1級（女流王座戦本戦進出）
- 2019年04月01日 ： 女流初段（年度指し分け以上・7勝以上／2018年度9勝7敗）[28]
- 2023年05月08日 ： 女流二段（女流順位戦A級入り）[29]

## 主な成績

### 年度別成績
女流棋戦
- 2024年度
  - 年度成績：24局 12勝12敗（勝率0.5000）[30]
  - 通算成績：215局 116勝99敗（勝率0.5395）〈2025年3月31日対局分まで〉[31]

「男性棋戦」（女流棋士公式戦成績）
- 2024年度
  - 年度成績：0局 -勝-敗（勝率-.----）[32]
  - 通算成績：2局 0勝2敗（勝率0.0000）〈2025年3月31日対局分まで〉[31]